# Chmod
chmod (ang. change mode – zmiana atrybutu) – polecenie zmiany zezwoleń dostępu do plików w systemach uniksowych.

## Użycie
```
chmod 
[opcje]
 
uprawnienia
 
plik
```

| argument                  | znaczenie                                                         |
| ------------------------- | ----------------------------------------------------------------- |
| -c, --changes             | jak -v, ale podanie tylko kiedy zaszła zmiana                     |
| --no-preserve-root        | bez traktowania katalogu '/' w specjalny sposób (domyślnie)       |
| --preserve-root           | odmowa rekursywnego działania na '/'                              |
| -f, --silent, --quiet     | wyłączenie większości komunikatów o błędach                       |
| -v, --verbose             | wypisanie informacji o każdym przetwarzanym pliku                 |
| --reference=plik_wzorcowy | użycie uprawnień pliku plik_wzorcowy zamiast wartości uprawnienia |
| -R, --recursive           | zmiany też w plikach w podkatalogach                              |
| --help                    | wyświetlenie tego opisu i zakończenie                             |
| --version                 | wyświetlenie informacji o wersji i zakończenie                    |

### Opis klas użytkowników
- u – użytkownik (ang. user)
- g – grupa (ang. group)
- o – inni (ang. others)
- a – wszyscy (ang. all)

### Uprawnienia
Istnieje kilka sposobów zapisu praw do danego pliku. Najpopularniejszymi są: system numeryczny, oraz literowy. Numerycznie chmod przyjmuje odpowiednią wartość potęgi dwójki dla każdego typu akcji (zapisu, odczytu, uruchomienia).
| Typ zapisu                             | Prawo odczytu | Prawo zapisu   | Prawo uruchomienia | Specjalne prawo uruchomienia | UID/GID | sticky bit |
| -------------------------------------- | ------------- | -------------- | ------------------ | ---------------------------- | ------- | ---------- |
| Potęga dwójki                          | 2             | 21             | 20                 |                              |         |            |
| Wartość w ósemkowym systemie liczbowym | 4             | 2              | 1                  |                              |         |            |
| Znak                                   | r (ang. read) | w (ang. write) | x (ang. execute)   | X                            | s       | t          |

Aby zapisać uprawnienia w systemie numerycznym należy dodać liczby odpowiadające uprawnieniom, które chcemy przyznać. Należy tak postąpić osobno dla właściciela, grupy oraz innych, np. właściciel – wszystkie prawa, grupa – odczyt, inni – brak należy zapisać jako: 740.
Aby zapisać uprawnienia w systemie znakowym należy wpisać znak u, g, o lub a (patrz Opis parametrów) następnie znak:
- + jeżeli chcemy dodać uprawnienia,
- – jeżeli chcemy odebrać uprawnienia,
- = jeżeli chcemy zmienić uprawnienia (tzn. przypisać takie, jakie podamy),

a następnie odpowiednie oznaczenia z tabeli. Po przecinku można dopisać kolejne uprawnienia (np. u=rwx,g+rw,o-r wprowadza następujące zmiany:
- dla właściciela – ustawiono odczyt, zapis oraz wykonanie, ale to ostatnie tylko wtedy jeżeli ono już jest ustawione, w innych plikach pozostanie wyłączone,
- dla grupy – dodano odczyt i zapis,
- dla innych – odebrano odczyt.)

By zobaczyć jakie prawa ma dany plik, lub katalog wystarczy użyć polecenia ls z (opcją -l).
```
$ ls -l
razem 2844
drw-r--r--    1 user   admin       4096 maj 28 16:38 folder1/
drwxrwxr-x    6 user   admin       4096 maj 25 19:18 folder2/
drw-rw-r--    1 user   admin       4096 maj 26 15:56 folder3/
```

### Tabela z interpretacją kodów ósemkowych
| Cyfra | Prawa                     | Litera | Binarnie |
| ----- | ------------------------- | ------ | -------- |
| 0     | Brak praw                 | ---    | 000      |
| 1     | Wykonywanie               | --x    | 001      |
| 2     | Zapis                     | -w-    | 010      |
| 3     | Zapis i wykonanie         | -wx    | 011      |
| 4     | Odczyt                    | r--    | 100      |
| 5     | Odczyt i wykonanie        | r-x    | 101      |
| 6     | Odczyt i zapis            | rw-    | 110      |
| 7     | Odczyt, zapis i wykonanie | rwx    | 111      |

#### Przykłady uprawnień
| Prawa dostępu | Wartość liczbowa | Opis |
| ------------- | ---------------- | --- |
| -rw-------    | 600              | Tylko właściciel ma prawo do odczytu i zapisu. |
| -rw-r--r--    | 644              | Właściciel ma prawo do zapisu i odczytu, a reszta tylko prawo odczytu. |
| -rw-rw-rw-    | 666              | Wszyscy mają prawo do odczytu i zapisu. |
| -rwx------    | 700              | Tylko właściciel ma prawo do odczytu, zapisu, uruchomienia. |
| -rwxr-xr-x    | 755              | Właściciel ma wszystkie prawa do pliku, reszta tylko prawo do odczytu i uruchomienia. |
| -rwxrwxrwx    | 777              | Wszyscy mają wszystkie prawa do pliku. |
| -rwx--x--x    | 711              | Wszystkie prawa ma właściciel, reszta tylko prawo uruchomienia. |
| drwx------    | 700              | Właściciel katalogu ma pełne prawa do niego (katalogi mają literkę 'd' na początku zamiast '-') |
| drwxr--r--    | 744              | Właściciel ma pełne prawa do katalogu, reszta ma prawo do odczytu. |
| -rwxr-xr-x    | 4755             | Właściciel ma pełne prawa do pliku, grupa ma prawa odczytu i wykonania, reszta ma prawo odczytu i uruchamiania. Plik ma atrybut SUID (pierwsza cyfra w opcjach jest równa 4). Oznacza to, że plik wykonywalny, np. wywołuje proces i oddaje mu kontrole nad wykonaniem zadania. Bez opcji SUID proces działa z uprawnieniami użytkownika, który uruchomił plik, co czasami może powodować niewykonanie zadania, gdyż użytkownik nie miał dostatecznych uprawnień. Z opcją SUID proces pobiera uprawnienia właściciela pliku, najczęściej roota. Polecenie ping i uprawnienia do pliku wykonywalnego są przykładem wykorzystania tej opcji. |

## Przykłady użycia
- $ chmod a+w plik.txt — nadaje wszystkim uprawnienia do zmiany 'plik.txt',
- $ chmod o-x plik.txt — usuwa możliwość wykonywania 'plik.txt' przez pozostałych użytkowników,
- $ chmod go-rx plik.txt — usuwa możliwość odczytywania i wykonywania "plik.txt" przez grupę i pozostałych użytkowników.
- $ chmod -R 777 /home/user — wszyscy będą mogli zmieniać zawartość katalogu /home/user oraz jego podkatalogów, jak też czytać go i wykonywać zawarte w nim pliki